# Immunszintigrafie
Die Immunszintigrafie ist ein bildgebendes Verfahren der Nuklearmedizin. Es wird für diagnostische Zwecke vor allem in der Onkologie, aber auch zur Untersuchung von Entzündungsreaktionen, eingesetzt. Dabei werden radioaktiv markierte monoklonale Antikörper oder Fragmente von Antikörpern dem Patienten verabreicht und mit Hilfe einer Gammakamera bildmäßig dargestellt. Über das erhaltene Szintigramm kann der Fortschritt der Erkrankung, beispielsweise die Metastasierung, ermittelt werden und darauf aufbauend die therapeutische Intervention geplant werden. Die Immunszintigrafie ist eine spezielle Form der Szintigrafie.

## Prinzip

Verschiedene Typen von Antikörpern bzw. Antikörperfragmenten

Monoklonale Antikörper und ihre Fragmente sind in der Lage hochspezifisch an bestimmte Proteine (Antigene) auf der Zellmembran zu binden. Diese Antigene sind bei krankhaften, insbesondere bei entarteten Zellen (Krebszellen) die Zielstruktur (Target) für die Antikörper (Ligand). Antikörper und Antigen wechselwirken nach dem Schlüssel-Schloss-Prinzip. Die Antikörper können mit Hilfe von Radioisotopen markiert werden. Die radioaktive Markierung dient im Fall der Immunszintigrafie nur diagnostischen Zwecken. Es werden ausschließlich hochenergetische γ-Strahler mit hoher Gewebedurchdringung und kurzer Halbwertszeit (maximale wenige Tage) verwendet. Ganz im Gegensatz dazu werden bei der Radioimmuntherapie im Wesentlichen β-Strahler mit sehr kurzer Reichweite im Gewebe verwendet.
Die nach der Markierung erhaltenen Tracer sind allgemein betrachtet Immunkonjugate oder im Speziellen Radioliganden. Wird der Radioligand einem Patienten verabreicht, so spricht man von einem Radiopharmakon. Die Radioliganden werden üblicherweise intravenös verabreicht. Die markierten Antikörper sollen möglichst lange im Körper zirkulieren und idealerweise nur an die Zielstrukturen (Antigene) der kranken Zellen binden. Dort reichern sich die Antikörper in der Folgezeit an. Nicht gebundene Antikörper zirkulieren weiter im Körper oder werden nach einiger Zeit wieder ausgeschieden.
Auch Fragmente eines monoklonalen Antikörpers, wie Fab, F(ab)2 oder scFv können als Träger (Carrier) für ein Radionuklid dienen.
Als Radionuklide kommen allgemein die bei der Szintigrafie verwendeten γ-Strahler mit kurzer Halbwertszeit wie beispielsweise Technetium-99m (aus einem Technetium-Generator), Gallium-67, Indium-111 oder Iod-123 zum Einsatz. Mehrwertige Metalle werden häufig über einen starken Komplexbildner, wie beispielsweise DOTA, an das Trägerprotein gebunden.

## Anwendung
Die Immunszintigrafie wird vor allem in der Onkologie zur Krebsdiagnostik eingesetzt. Meist wird die Immunszintigrafie zum Nachweis eines Rezidivs nach therapeutischen Maßnahmen eingesetzt. Das Verfahren ist auf Tumoren beziehungsweise Metastasen mit einem Durchmesser von über 10 mm eingeschränkt. Kleinere Tumorherde sind nur in Ausnahmefällen nachweisbar. Mit der Immunszintigrafie lässt sich auch überprüfen, ob ein Patient auf einen therapeutischen Antikörper anspricht. Bindet das Diagnostikum ausreichend an den Krebszellen, so kann in einer nachfolgenden Therapie beispielsweise ein Radioimmunkonjugat verabreicht werden. Bei einer unzureichenden Anbindung wäre eine solche Therapie zwecklos.
Das aus monoklonalem Antikörper und Radioisotop bestehende Radiopharmakon wird meist intravenös dem Patienten verabreicht. Nach mehreren Stunden, häufig 4 und 24, wird ein Szintigramm erstellt. Die Aufnahmezeit beträgt in der Regel zwischen 30 und 90 Minuten. Nebenwirkungen sind ausgesprochen selten. Unverträglichkeiten, in Form von allergischen Reaktionen durch den Antikörper (Fremdeiweiß), sind  möglich. Die Strahlenbelastung entspricht ein bis zwei Computertomographien.
Neben den onkologischen Anwendungen werden auch Immunentzündungsszintigraphien, allerdings deutlich weniger häufig, durchgeführt. Bei diesem Verfahren können Entzündungsherde im Körper des Patienten lokalisiert werden beispielsweise bei Fieber unklarer Genese (FUG).

## Beispiel
Arcitumomab ist ein Arzneimittel auf der Basis eines Fragmentes eines murinen monoklonalen Antikörpers, der mit dem Radioisotop 99mTechnetium konjugiert wird. Das Immunkonjugat bindet an das Carcinoembryonale Antigen, das bei sehr vielen kolorektalen Karzinomen überexprimiert ist. Metastasen oder Rezidive können durch dieses Diagnostikum mittels SPECT aufgespürt werden.

## Immun-PET
Eine Variante der Immunszintigrafie ist die Immun-PET (Immun-Positronen-Emissions-Tomographie). Anstelle eines Gammastrahlers wird ein Positronen-Emitter, beispielsweise 68Gallium, als Radionuklid verwendet. Das emittierte Positron zerstrahlt mit einem Elektron der unmittelbaren Umgebung des Radionuklides zu zwei hochenergetischen Gammastrahlen, die im Winkel von 180° auseinander fliegen und detektiert werden. Zum Prinzip der PET siehe Positronen-Emissions-Tomographie. Die Immun-PET weist gegenüber der Immunszintigrafie einige Vorteile, wie beispielsweise eine kleinere Nachweisgrenze, auf. Das Verfahren ist jedoch noch wenig etabliert und nur relativ gering verbreitet.

## Weiterführende Literatur
- S. P. Povoski, R. L. Neff, C. M. Mojzisik, D. M. O’Malley, G. H. Hinkle, N. C. Hall, D. A. Murrey, M. V. Knopp, E. W. Martin: A comprehensive overview of radioguided surgery using gamma detection probe technology. In: World journal of surgical oncology. Band 7, 2009, S. 11, doi:10.1186/1477-7819-7-11, PMID 19173715, PMC 2653072 (freier Volltext) (Review).
- V. M. Artiko u. a.: Is there a future role for immunoscintigraphy in the diagnosis of colorectal carcinoma? In: Neoplasma 56, 2009, S. 1–8. PMID 19152238 (Review)
- R. T. Maguire u. a.: Immunoscintigraphy in patients with colorectal, ovarian, and prostate cancer. Results with site-specific immunoconjugates. In: Cancer 72, 1993, S. 3453–3462. PMID 8242578
- I. Sarikaya, A. Sarikaya, R. C. Reba: Gamma probes and their use in tumor detection in colorectal cancer. In: International seminars in surgical oncology : ISSO. Band 5, 2008, S. 25, doi:10.1186/1477-7800-5-25, PMID 19019238, PMC 2596150 (freier Volltext).
- M. P. Kelly, F. T. Lee, K. Tahtis, B. E. Power, F. E. Smyth, M. W. Brechbiel, P. J. Hudson, A. M. Scott: Tumor targeting by a multivalent single-chain Fv (scFv) anti-Lewis Y antibody construct. In: Cancer biotherapy & radiopharmaceuticals. Band 23, Nummer 4, August 2008, S. 411–423, doi:10.1089/cbr.2007.0450, PMID 18771345, PMC 2663784 (freier Volltext).
- L. O. Gainkam u. a.: Comparison of the biodistribution and tumor targeting of two 99mTc-labeled anti-EGFR nanobodies in mice, using pinhole SPECT/micro-CT. In: J Nucl Med 49, 2008, S. 788–795. PMID 18413403
- D. Fuster u. a.: Is there a role for (99m)Tc-anti-CEA monoclonal antibody imaging in the diagnosis of recurrent colorectal carcinoma? In: Q J Nucl Med 47, 2003, S. 109–115. PMID 12865871